# Christina Weng

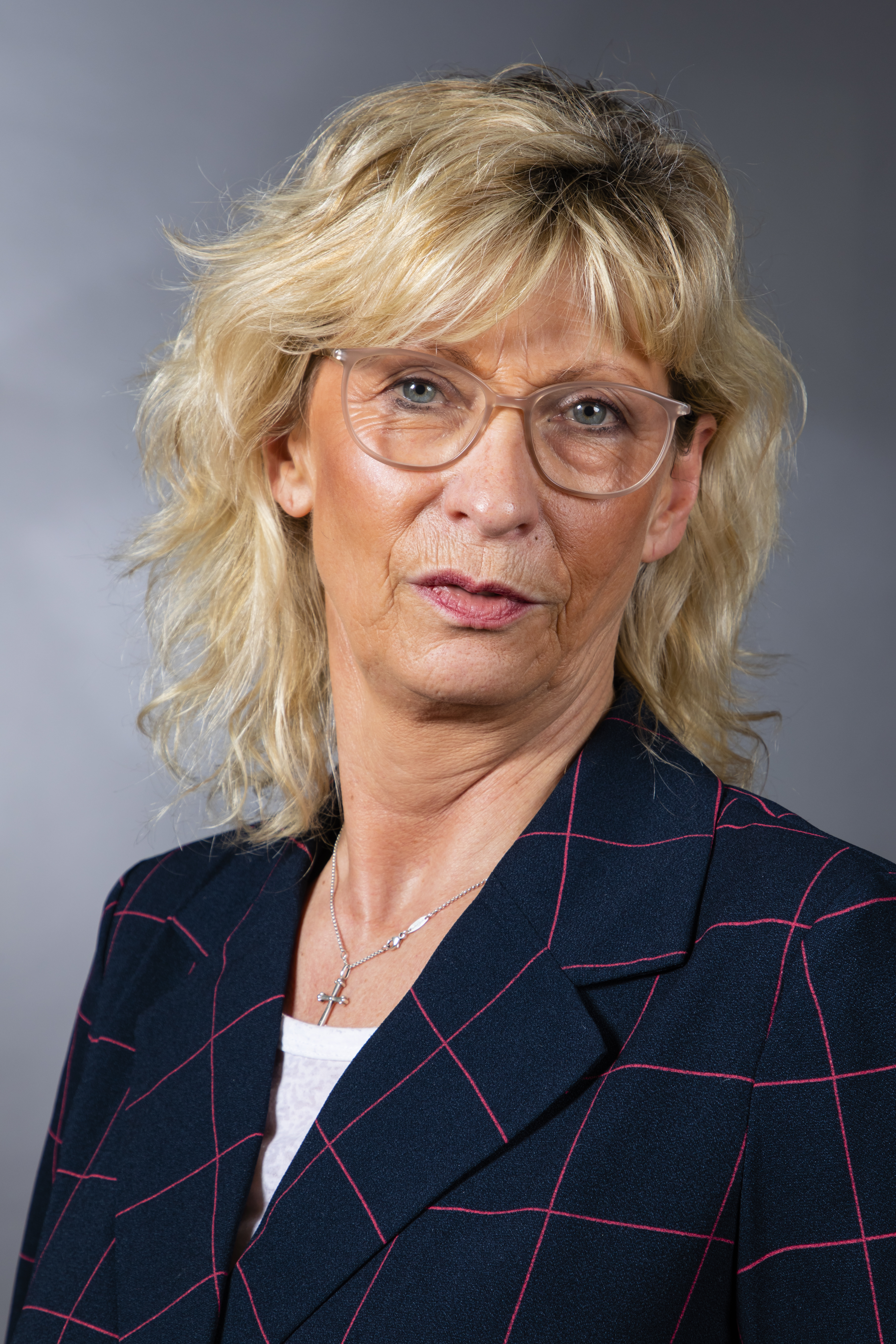
Christina Weng (2019)

Christina Weng (* 15. April 1961 in Minden) ist eine deutsche Politikerin der SPD und Landtagsabgeordnete für den Landtagswahlkreis Minden-Lübbecke II in Nordrhein-Westfalen.

## Ausbildung und Beruf
Weng wurde 1961 in der ostwestfälischen Stadt Minden geboren. Von 1979 bis 1982 durchlief sie die Ausbildung zur Krankenschwester, die sie von 2000 bis 2008 berufsbegleitend mit dem Studium der Gesundheitswissenschaften, Gesundheitsmanagement (BHC) und Gesundheitsökonomie fortsetzte. 1990 wurde sie Personalratsmitglied, 2000 wurde sie dann Personalratsvorsitzende der Kliniken im Mühlenkreis.

## Politik
Weng ist seit 1996 Mitglied der SPD, seit 2002 stellvertretende Standverbandsvorsitzende, seit 2014 stellvertretende Kreisverbandsvorsitzende der SPD Minden-Lübbecke. Bei der Landtagswahl im Mai 2017 wurde sie im Wahlkreis Minden-Lübbecke II mit 42,66 % der Erststimmen direkt in den Landtag gewählt. Bei der Landtagswahl 2022 gewann sie das Direktmandat mit 37,2 % der Erststimmen.